# Othmane Belfaa
Othmane Mustapha Belfaa (arab. ‏عثمان مصطفى بلفاء‎; ur. 18 października 1961 w Lille) – algierski lekkoatleta specjalizujący się w skoku wzwyż, uczestnik letnich igrzysk olimpijskich w Moskwie (1980). Sukcesy odnosił również w skoku w dal.

## Sukcesy sportowe
- siedmiokrotny mistrz Algierii w skoku wzwyż – 1988, 1989, 1990, 1991, 1992, 1993, 1994[1]
- mistrz Algierii w skoku w dal – 1980

| Rok  | Miasto           | Zawody                     | Konkurencja | Wynik         |
| ---- | ---------------- | -------------------------- | ----------- | ------------- |
| 1979 | Dakar            | Mistrzostwa Afryki         | skok wzwyż  | złoty medal   |
| 1983 | Casablanca       | Igrzyska śródziemnomorskie | skok wzwyż  | złoty medal   |
| 1983 | Amman            | Mistrzostwa panarabskie    | skok wzwyż  | złoty medal   |
| 1983 | Casablanca       | Mistrzostwa Maghrebu       | skok wzwyż  | złoty medal   |
| 1985 | Paryż            | Światowe igrzyska halowe   | skok wzwyż  | brązowy medal |
| 1987 | Nairobi          | Igrzyska afrykańskie       | skok wzwyż  | złoty medal   |
| 1987 | Latakia          | Igrzyska śródziemnomorskie | skok w dal  | brązowy medal |
| 1987 | Algier           | Mistrzostwa panarabskie    | skok wzwyż  | złoty medal   |
| 1989 | Lagos            | Mistrzostwa Afryki         | skok wzwyż  | złoty medal   |
| 1989 | Kair             | Mistrzostwa panarabskie    | skok wzwyż  | złoty medal   |
| 1990 | Kair             | Mistrzostwa Afryki         | skok wzwyż  | złoty medal   |
| 1990 | Algier           | Mistrzostwa Maghrebu       | skok wzwyż  | złoty medal   |
| 1991 | Kair             | Igrzyska afrykańskie       | skok wzwyż  | złoty medal   |
| 1991 | Ateny            | Igrzyska śródziemnomorskie | skok wzwyż  | złoty medal   |
| 1992 | Belle Vue Maurel | Mistrzostwa Afryki         | skok wzwyż  | srebrny medal |
| 1992 | Damaszek         | Igrzyska panarabskie       | skok wzwyż  | brązowy medal |

## Rekordy życiowe
- skok wzwyż – 2,28 – Amman 20/08/1983
- skok wzwyż (hala) – 2,27 – Paryż 18/01/1985 (rekord Algierii)